# 산청 척화비
산청 척화비(山淸 斥和碑)는 대한민국 경상남도 산청군 산청읍 산청리, 산청초등학교에 있는 조선시대의 척화비이다. 1993년 12월 27일 경상남도의 유형문화재 제294호로 지정되었다.

## 개요
척화비는 조선 고종 때 병인양요와 신미양요를 승리로 이끈 흥선대원군이 서양세력을 배척하고 이를 온 백성에게 일깨워 주고자 전국의 중요 지역에 세워두도록 한 것이다.
비는 거북을 본뜬 듯한 단조로운 모습의 받침돌 위에 비몸을 세웠고, 비의 윗변 양쪽을 비스듬히 다듬었다.
고종 8년(1871)에 세웠으나, 한일합방 당시 일본인에 의해 두 조각으로 갈라져 땅에 묻혀 있었던 것을, 산청초등학교를 지을 때 발견하여 학교 교정에 복원해 놓았다.

## 같이 보기
- 척화비
- 산청초등학교

## 참고 자료
- 산청척화비 - 국가유산청 국가유산포털